# The Ultimate Warrior (película)
The Ultimate Warrior (Nueva York, año 2012 en España y Un nuevo amanecer en Hispanoamérica) es una película estadounidense de ciencia ficción de 1975 dirigida por Robert Clouse y protagonizado por Yul Brynner, Max von Sydow y Joanna Miles. 

## Argumento
Es Nueva York en el año 2012. En ese presente la civilización ha vuelto a su estado más primario y los pocos habitantes que quedan vivos se han organizado en comunas que se están guerreando entre sí de forma salvaje para conseguir alimentos, que escasean en muy gran medida. Uno de esos grupos principales que actúan en la ciudad está liderado por Baron, el cual es pacífico. Él ha estado desarrollado unas semillas que pueden dar frutos a pesar de la lluvia radiactiva que cae sobre la ciudad. El grupo enemigo suyo está siendo liderado por Carrot, el más salvaje. Un día aparece un misterioso hombre que se ofrece a proteger a la banda de Baron de todos los demás. ¿Quién será ese extraño individuo que se hace llamar Carson?

## Reparto
| Actor            | Persoanaje |
| ---------------- | ---------- |
| Yul Brynner      | Carson     |
| Max von Sydow    | Baron      |
| Joanna Miles     | Melinda    |
| William Smith    | Carrot     |
| Richard Kelton   | Cal        |
| Stephen McHattie | Robert     |
| Darrell Zwerling | Silas      |

## Recepción
En el presente la producción cinematográfica ha sido valorada en portales cinematográficos y por críticos profesionales. En IMDb, con aproximadamente 2300 votos registrados por parte de los usuarios, la película obtiene una media ponderada de 5,6 sobre 10. En cuanto a Rotten Tomatoes, los más de 250 votos registrados en el portal dieron a este filme una valoración media de 2,9 de 5, mientras que los 6 críticos profesionales registrados en el portal le dieron una media de 4,7 de 10. También cabe destacar, que en el periódico La Vanguardia los usuarios que dieron su opinión allí le dieron a la producción cinematográfica una aprobación del 59%.